# Boromir (personaj)
Boromir este un personaj fictiv din trilogia Stăpânul Inelelor scrisă de J. R. R. Tolkien. El apare în primele două volume (Frăția Inelului și Cele Două Turnuri) și este menționat în ultimul volum , Întoarcerea Regelui . A fost fratele mai mare a lui Faramir și fiul lui Denethor al II-lea, ultimul apărător al Gondor-ului.
El este caracterizat ca fiind un om nobil și de onoare, care crede cu pasiune în măreția regatului său și l-ar fi apărat până în ultima clipă. Forța sa fizică și rezistența sa, împreună cu o personalitate puternică și impunătoare, l-au făcut un comandant admirat în Gondor: a fost căpitanul Turnului Alb, devenind rapid Căpitanul General, deasemnea purtând titlul de Marele Paznic al Turnului Alb. Înainte de călătoria sa către Rivendell, a condus și a câștigat multe lupte defensive împotriva forțelor lui Sauron, lupte care i-au adus multă admirație în ochii tatălui său. 

## Istorie

### Primii ani
Boromir s-a născut în anul 2987 celei de-al Treilea EV. Fratele său mai mic, Faramir, s-a născut în 2983. Anul următor,tatăl lor, Denethor, a devenit gardianul Gondorului, succedându-l pe tatăl său, Ecthelion al II-lea. După moartea soției sale, în 2988, Denethor a devenit sumbru, rece și detașat de familia sa.
După ce acesta s-a îndepărtat de familie, relația dintre Faramir și Boromir a devnit una mai apropiată. Denethor l-a favorizat întotdeauna pe Boromir, însă acest lucru nu a creat nici o rivalitate între cei doi frați, Boromir ajutându-l și apărându-l întotdeauna pe fratele său. Boromir a fost văzut ca fiind mai curajos și mai îndrăzneț decât fratele său.
La cererea tatălui său, Boromir pleacă în misiunea de a aduce inelul lui Sauron poporului din Gondor. Călătoria sa din Minias Tirith până în Rivendell a durat 110 zile. În timp ce traversa râul Greyflood, aflat la jumătatea drumului, și-a pierdut calul și a fost nevoit să meargă pe jos restul călătoriei.

### Frăția Inelului
Boromir apare pentru prima dată în Stăpânul Inelelor în momentul în care ajunge la Rivendell, chiar când începe Consiliul lui Elrond. Acolo el își exprimă dorința sa de a folosi inelul din Mordor pentru poporul său. El încearcă să convingă Consiliul să îi permită să ducă inelul în Gondor, astfel încât să poată fi folosit pentru apărarea tărâmului său. Consiliul nu este de acord cu aceasta, spunându-i că inelul nu poate fi folosit fără ca utilizatorul său să nu fie corupt de puterea lui Sauron. În cele din urmă, Consiliul a hotărât că Frodo, un hobbit, să transporte inelul în Mordor, unde va fi distrus. Boromir a făcut astfel parte din Frăția Inelului, ajutând la transportarea inelului.

### Cele Două Turnuri
În timpul bătăliei din apropierea Parth Galen, Boromir încearcă să îi protejeze pe Merry și Pippin și este rănit mortal de către orci. El încearcă să îl avertizeze pe Aragorn că cei doi hobbiți vor fi prinși de către orci suflând în Cornul din Gondor, însă acesta ajunge prea târziu. Înainte să moară, are mustrări de conștiință deoarece a încercat să fure inelul de la Frodo și îl roagă pe Aragorn să salveze Minias Tirith. Aragorn, Gimli și Legolas îi așază corpul într-o barcă, alături de sabia sa și cornul rupt și îi dau drumul bărcii pe rău.